# Paulus (Oratori)
Sant Pau (en alemany Paulus), op. 36, és un oratori de Felix Mendelssohn. El compositor va supervisar versions i actuacions en alemany i anglès pocs mesos després de completar la música a principis de 1836.

## Antecedents
El llibret "després de paraules de sagrades escriptures" es va iniciar el 1832. El compositor amb el pastor Julius Schubring, un amic de la infància, va reunir passatges del Nou Testament, principalment els Fets dels Apòstols i de l'Antic, així com els textos de corals i himnes, de manera poliglota segons el model de Bach. La composició de la música va començar el 1834 i es va completar a principis del 1836.

## Actuacions
L'obra es va estrenar el 22 de maig de 1836 (després d'haver-se acabat l'abril d'aquest any al Festival de Música del Baix Renà a Düsseldorf. L'estrena anglesa va tenir lloc a Liverpool el 3 d'octubre de 1836 en una traducció de Karl Klingermann, amic de Mendelssohn. Contralto Mary Shaw va ser una de les solistes a l'estrena anglesa. La primera actuació als Estats Units va ser a Boston el 14 de març de 1837. El mateix Mendelssohn va dirigir la primera actuació a Leipzig a la "Paulinerkirche" el 16 de març de 1837. Van seguir nombroses representacions a Europa i als Estats Units.
Durant la vida de Mendelssohn, Sant Pau era una obra popular i representada amb freqüència. Avui es realitza regularment a Alemanya i està ben difosa en els seus dos idiomes originals a través d'una sèrie d'enregistraments complets.

## Instrumentació
- veu solista: soprano, alt, tenor, 2 baixos (SATBB)
- mixtes (SATB) i cors infantils o femenins
- 2 flautes, 2 oboès, 2 clarinets, 2 fagots, contrafagot i serpent (predecessor del figle ara substituït per una tuba), 4 corns, 2 trompetes, 3 trombons (alt, tenor i baix), timbals, cordes i orgue

## Estructura
Primera part

RECURS I DOXOLOGIA
- 1. Obertura
- 2. Cor - Senyor! Qui ets Déu (Senyor, tu només ets Déu)[3]
- 3. Coral - A Déu en l’altura sigueu gràcies i lloances

ESCENA PRIMERA: APLICACIÓ D'ESTEVE
- 4. Recitatiu i duet: i els molts que creien eren d'un sol cor
- 5. Cor: ara aquest home no para
- 6. Recitatiu i Cor - I el van mirar (I tot el que estava assegut al consell)
- 7. Ària (S) - Jerusalem! Tu que vas matar els profetes (Jerusalem! Tu que vas matar els profetes)
- 8. Recitatiu i cor - Però el vau assaltar; Apedregueu-lo! (Llavors van córrer cap a ell; apedregueu-lo!)
- 9. Recitatiu i coral - I el van apedregar; Dir, Lord, dir (I el van apedregar; a tu, Senyor)
- 10. Recitatiu: i els testimonis es van treure la roba
- 11. Cor - vegeu! lloem beneïts (feliços i benaurats)

ESCENA SEGONA - CONVERSIÓ I BAPTISME DE SAUL (PAUL)
- 12. Recitatiu (T) i Ària (B): Saül, però va destruir l'església (I Saül va destruir l'Església)
- 13. Recitatiu i Arioso (S) - I es va moure amb una multitud (però el Senyor té en compte els seus)
- 14. Recitatiu i Cor - I quan estava de camí; Saül! què em persegueixes? (I mentre estava de camí; Saül, per què em persegueixes?)
- 15. Cor - Aixeca't! Converteix-te en llum! (Aixeca't! Que hi hagi llum!)
- 16. Coral: desperta! Desperta, ens crida la veu
- 17. Recitatiu - I els seus companys
- 18. Ària (B) - Déu, tingueu pietat (Déu, tingueu pietat)
- 19. Recitatiu: i hi havia un deixeble
- 20. Ària (B) i Cor: Us agraeixo, Senyor, Déu meu (us lloo, Senyor)
- 21. Recitatiu - I Ananias va seguir el seu camí
- 22. Cor: O gran és la profunditat

## Segona part
ESCENA TERCERA - MISSIÓ DE PAUL I BARNABAS
- 23. Cor - Les nacions són ara del Senyor
- 24. Recitatiu (s): i Pau va arribar a la congregació
- 25. Duettino (TB) - Ara som com ambaixadors
- 26. Cor - Què encantadors són els missatgers
- 27. Recitatiu i Arioso (S) - I com són enviats per l'Esperit Sant (cantaré les teves grans misericòrdies)

ESCENA QUARTA - PERSECUCIÓ DE PAUL PER PART DELS SEUS ANTERIORS CONVOCATS
- 28. Recitatiu (T) i Cor - Però quan els jueus van veure la gent (Però quan els jueus; Així diu el Senyor)
- 29. Chorus & Chorale: no és això? O Jesucrist, la veritable llum (és ell?; O tu, la veritable i única llum)
- 30. Recitatiu (TB) - Però Pau i Bernabé parlaven lliurement (Però Pau i Bernabé parlaven lliurement)
- 31. Duet (TB) - Perquè així ens ho ha manat el Senyor
- 32. Recitatiu (S): i hi havia un home a Listra (I hi havia un home a Listra)
- 33. Cor - Els mateixos déus s'han convertit en iguals als homes
- 34. Recitatiu (A) - I van anomenar Bernabé Júpiter (I van anomenar Bernabé Júpiter)
- 35. Chorus: sigueu amables amb nosaltres (oh, amables, immortals)
- 36. Recitatiu (TB), Ària (B) i Cor - Tal com van escoltar els apòstols (ara, quan els apòstols; Perquè no ho sabeu?)
- 37. Recitatiu (S) - Llavors la gent estava emocionada (Llavors la multitud)
- 38. Cor - Aquest és el temple del Senyor
- 39. Recitatiu (s): i tots van perseguir Pau
- 40. Cavatina (T) - Sigues fidel fins a la mort

ESCENA CINQUENA - COMIAT DE PAUL D'EFES
- 41. Recitatiu (SB) - Paulus va enviar hin (I Pau va enviar i va trucar als ancians)
- 42. Chorus & Recitative (SATB): cuida't (lluny del teu camí)
- 43. Cor - Mireu quin amor

ESCENA SISENA - MARTÍRIA DE PAUL
- 44. Recitatiu (S) - I si està a punt de ser sacrificat (I encara que se li ofereixi)
- 45. Cor - No només per a ell

## Enregistraments
- Helen Donath, Hanna Schwarz, Werner Hollweg, Dietrich Fischer-Dieskau, Düsseldorf Musikverein Choir i la Düsseldorfer Symphoniker dirigida per Rafael Frühbeck de Burgos — Octubre 1976 — EMI Electrola
- Paulus — Rachel Yakar, Brigitte Balleys, Markus Schäfer, Thomas Hampson, Choeur Symphonique i Orchestre de la Fondation Gulbenkian dirigida per Michel Corboz — Juliol 1986 — Erato ECD 75350
- Gundula Janowitz, Rosemarie Lang, Hans Peter Blochwitz, Theo Adam, Gewandhaus Children's Choir, Leipzig Radio Chorus i la Gewandhaus Orchestra dirigida per Kurt Masur — Desembre 1986 — Philips
- Agnes Giebel, Mariko Sasaki, Shogo Miyahara, Heinrich-Schütz-Chor Tokyo, Ensemble Claudio i la Symphonia Musica Poetica dirigida per Yumiko Tanno — en directe des de Tokyo en 1993 — ALM Records ALCD 1098-99
- Juliane Banse, Ingeborg Danz, Michael Schade, Andreas Schmidt, Gächinger Kantorei, Prague Chamber Choir i la Czech Philharmonic dirigida per Helmuth Rilling — 17–19 de novembre, 1994 — Hänssler Classic
- Melanie Diener, Annette Markert, James Taylor, Matthias Goerne, Chorus of La Chapelle Royale, Chorus of the Collegium Vocale i l'Orchestre des Champs-Élysées dirigida per Philippe Herreweghe — directe des de Montreux l'Octubre 30 de Novembre 1, 1995 — Harmonia Mundi
- Susan Roberts, Ruby Philogene, Glenn Siebert, Mark Beesley, la Royal Scottish National Chorus i la Royal Scottish National Orchestra dirigida per Leon Botstein — 1997 — Arabesque Z-6705
- Susan Gritton, Jean Rigby, Barry Banks, Peter Coleman-Wright, BBC National Chorus of Wales i la BBC National Orchestra of Wales dirigida per Richard Hickox — directe des de Cardiff el 5 de maig, 2000 — Chandos
- Saint Paul (en anglès) — Natalie Griffin Mitchell, Susan Fleming, Scot Cameron, David Robinson, Briarwood Chancel Choir i l'Alabama Philharmonic dirigida per Clay Campbell — 16–18 de maig, 2005 — Resmiranda
- María Cristina Kiehr (soprano i alto solos), Werner Güra, Michael Volle, Kammerchor Stuttgart i la Deutsche Kammerphilharmonie Bremen dirigida per Frieder Bernius — 16–19 de setembre, 2005 — Carus-Verlag
- Sabine Goetz, Dorothée Zimmermann, Markus Brutscher, Klaus Mertens, Kantorei del Schlosskirche Weilburg i la Capella Weilburgensis dirigida per Doris Hagel — 18–22 de setembre, 2008 — Hänssler Classic
- Alexandra Coku, Kelley O'Connor, Scott Williamson, Paul Gay, Bard Festival Chorale i l'American Symphony Orchestra dirigida per Leon Botstein — 9 d'agost, 2009 — ASO 227